# Lipik
Lipik è una città della regione di Požega e della Slavonia, in Croazia.

## Storia
Nel XIX secolo era conosciuta in gran parte dell'Europa per le rinomate cure termali (stabilimenti in gran parte distrutti durante la guerra civile jugoslava).
Alla città è stato dedicato il nome di Lipik, un cratere sulla superficie di Marte.